# Powiat Policki
Der Powiat Policki (deutsch übersetzt Pölitzer Kreis) ist ein Landkreis (poln. Powiat) im Nordwesten der polnischen Woiwodschaft Westpommern. Er ist flächenmäßig der kleinste Landkreis dieser Woiwodschaft. Im Norden grenzt der Landkreis an das Stettiner Haff, im Westen an den Landkreis Vorpommern-Greifswald in  der Bundesrepublik Deutschland, im Süden an die Oder in Pargow (poln. Pargowo), im Osten an die Stadt Stettin, an die Oder in Pölitz (Police) und an den polnischen Landschaftsschutzpark Unteres Odertal (Park Krajobrazowy Dolina Dolnej Odry).
Der Landkreis Policki befindet sich auf dem heute polnischen Gebiet des historischen Vorpommern. Im Sprachgebrauch der nach dem Zweiten Weltkrieg von dort vertriebenen deutschen Bevölkerung wird er auch als Stettiner Zipfel bezeichnet, um damit zu verdeutlichen, dass dieser kleine Teil Vorpommerns nie ein Teil von Hinterpommern war und nur dadurch von Vorpommern abgetrennt wurde, weil er nach 1945 seitens der sowjetischen Besatzungsmacht der Volksrepublik Polen zur Verwaltung unterstellt worden war.

## Geschichte
Der Powiat Policki ist mit der Geschichte Pommerns eng verbunden. Somit ist sie seit dem 10. Jahrhundert geprägt von wechselnden Zugehörigkeiten und instabilen Herrschaftsverhältnissen:
Der polnische Herzog Bolesław I. der Tapfere (Bolesław Chrobry) gründete im Jahre 1000 im Einvernehmen mit Kaiser Otto III. ein Missionsbistum in Kolberg. Jedoch zwangen um 1010 die heidnischen Pomoranen den dort eingesetzten Bischof Reinbern zur Flucht, womit die kurze Geschichte des Bistums Kolberg endete. Als um 1035 eine heidnische Reaktion eine Staatskrise in Polen auslöste, machten die Pomoranen sich durch einen Aufstand auch politisch unabhängig. Der polnische Herzog Bolesław III. Schiefmund unterwarf das Gebiet um die Odermündung und Hinterpommern mit den Hauptburgen Cammin und Stettin in drei Feldzügen der Jahre 1116, 1119 und 1121.
Nach dem Ende der dänischen Lehnshoheit über Vorpommern 1227 erhob die Markgrafschaft Brandenburg der Askanier Ansprüche auf die Lehnshoheit über Pommern. Bedingt u. a. durch die Entvölkerung ganzer Landstriche durch die Kriege des 12. Jahrhunderts (innerostseeslawische Kriege, Wendenkreuzzug, dänische Invasionen) wurde die deutsche Ostsiedlung durch die pommerschen Herzöge stark gefördert. Seit 1181 gehörte auch das Kreisgebiet zum Heiligen Römischen Reich Deutscher Nation.
Durch den Westfälischen Frieden 1648 kam der heutige Powiat zu Schwedisch-Pommern. Mit dem Frieden von Stockholm im Jahr 1720 wurde er, wie das übrige Schwedisch-Pommern bis zur Peene, an Preußen abgetreten. Innerhalb der preußischen Provinz Pommern gehörte das jetzige Kreisgebiet bis 1939 zum Landkreis Randow und nach dessen Auflösung bis 1945 zu den Landkreisen Ueckermünde und Greifenhagen. Die Stadt Pölitz war von 1939 bis 1945 ein Stadtteil von Stettin.
Als „Wiedergewonnene Gebiete“ wurde der „Stettiner Zipfel“ nach Ende des Zweiten Weltkriegs unter polnische Verwaltung gestellt. Das erfolgte durch die Präzisierung des Verlaufs der Oder-Neiße-Grenze im Schweriner Grenzvertrag vom 21. September 1945. Die vollständige Übergabe des Zipfels an die polnische Verwaltung erfolgte allerdings erst am 24. September 1946, nachdem die sowjetische Demontage der Hydrierwerke Pölitz, den damals größten deutschen synthetischen Benzinwerken abgeschlossen war.
Die Verschiebung des Stettiner Zipfels nach Polen und dessen zielgerichtete Besiedlung mit Polen aus der Region Poznań und heutigen Gebieten der Ukraine, aus Russland, Belarus und Litauen jenseits der Curzon-Linie (teilweise noch vor Vertragsunterzeichnung) ist eng mit der Persönlichkeit von Piotr Zaremba verbunden. In den Funktionen als „Delegierter des Amtes für Wiederaufbau und Planung des Präsidiums des Ministerrates über die Umgebung von Pommerns und Stettin“ und danach als polnischer Stadtpräsident von Stettin setzte sich Zaremba gemeinsam mit dem Bevollmächtigten der Volksrepublik Polen Leonard Borkowicz in Verhandlungen mit dem Obersten Chef der Sowjetischen Militäradministration in Deutschland (SMAD), Georgi Konstantinowitsch Schukow für die polnische Zugehörigkeit Stettins und dessen Umlands ein. Damit wurde das Ende der über Jahrhunderte langen Präsenz und Vertreibung der deutschsprachigen Bevölkerung unabhängig von der Zugehörigkeit des heutigen Powiats besiegelt. Mit der Vertreibung der deutschen Bevölkerung erfolgte die Polonisierung und eine Verleugnung der fast 800-jährigen deutschen Geschichte des Kreisgebiets in der Nachkriegszeit.
Für die neue polnische Bevölkerung der Region, welche teilweise selbst aus ihren früheren osteuropäischen Heimatregionen zwangsumgesiedelt oder vertrieben wurde, sind die Ereignisse ein Erfolg der eigenständigen polnischen Bemühungen und bis heute identitätsstiftend. In diesem Zusammenhang merken polnische Forscher an, dass die heutige Staatsgrenze zu Deutschland im Powiat Policki dem historischen Verlauf der Westgrenze Polens an den Flüssen Uecker und Randow unter Bolesław III. Schiefmund im 12. Jahrhundert sehr nahe kommt.
Die wald- und wasserreiche Landschaft macht den Landkreis zu einem wichtigen Naherholungsziel für die Bevölkerung der Großstadt Stettin. Die direkte Umgebung der Stadt, insbesondere der südliche Kreisteil, erlebt seit 1990 eine massive Suburbanisierung, also den Neubau von Einfamilienhäusern für Angehörige der Stettiner Mittelschicht, sowie den Bau von großflächigen Einzelhandelseinrichtungen. Die unmittelbare Nachbarschaft zu Deutschland und die gute Verkehrsverbindung über die A 11 sorgt außerdem für starken Einkaufstourismus aus Deutschland.

## Gemeinden

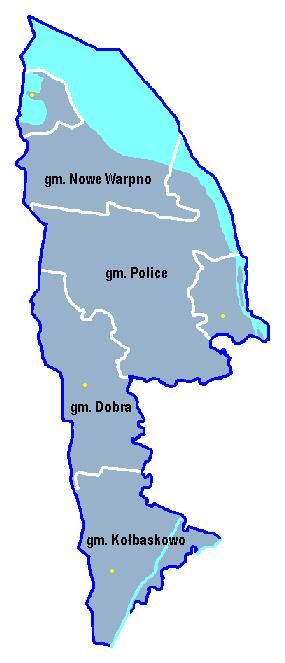
Verwaltungsgliederung des Powiats Policki

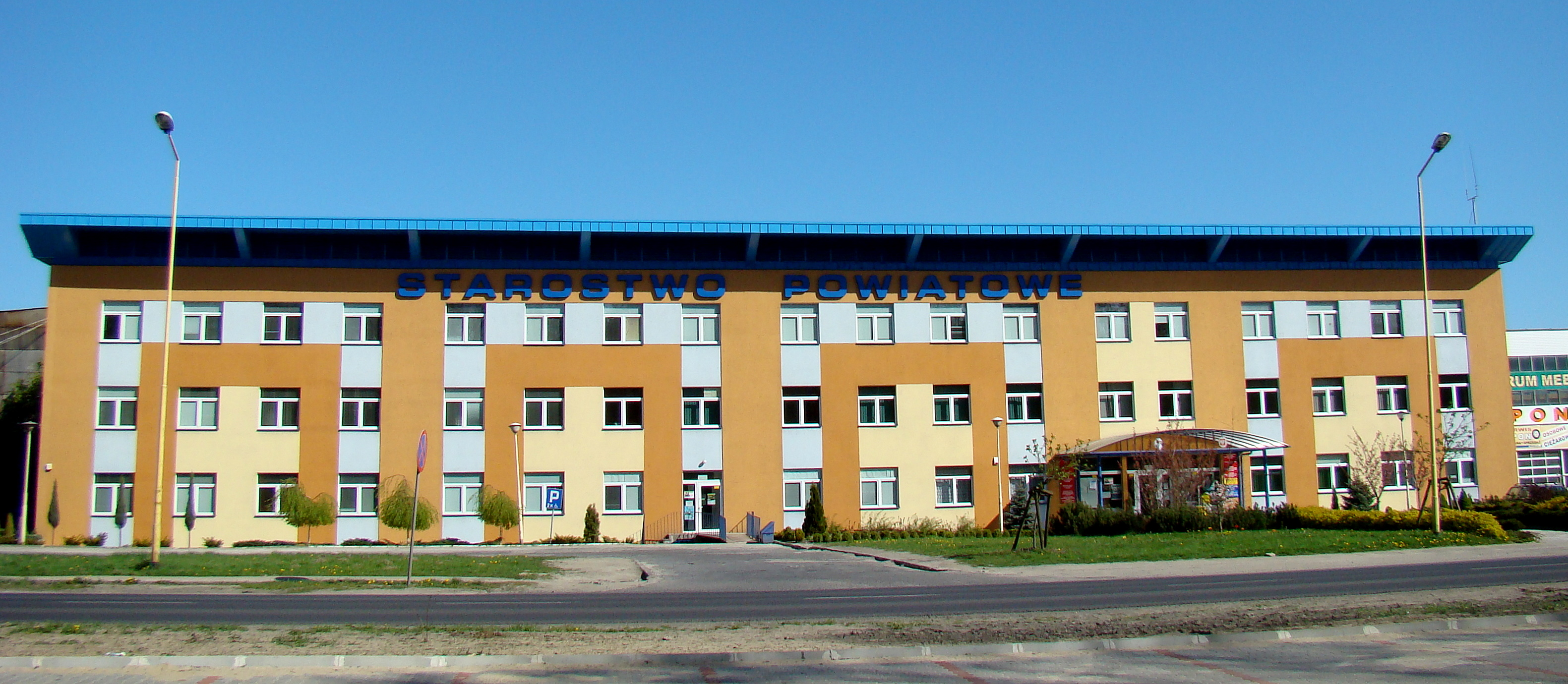
Gebäude des Landrates

Der Powiat Policki umfasst insgesamt vier Gemeinden: zwei Stadt- und Landgemeinden (SL), zwei Landgemeinden (L) und hat wie der Powiat Białogardzki die kleinste Gemeindezahl von allen Landkreise der Woiwodschaft.
- Dobra (Daber) – (L)
- Kołbaskowo (Kolbitzow) – (L)
- Nowe Warpno (Neuwarp) – (SL)
- Police (Pölitz) – (SL)

## Nachbarlandkreise

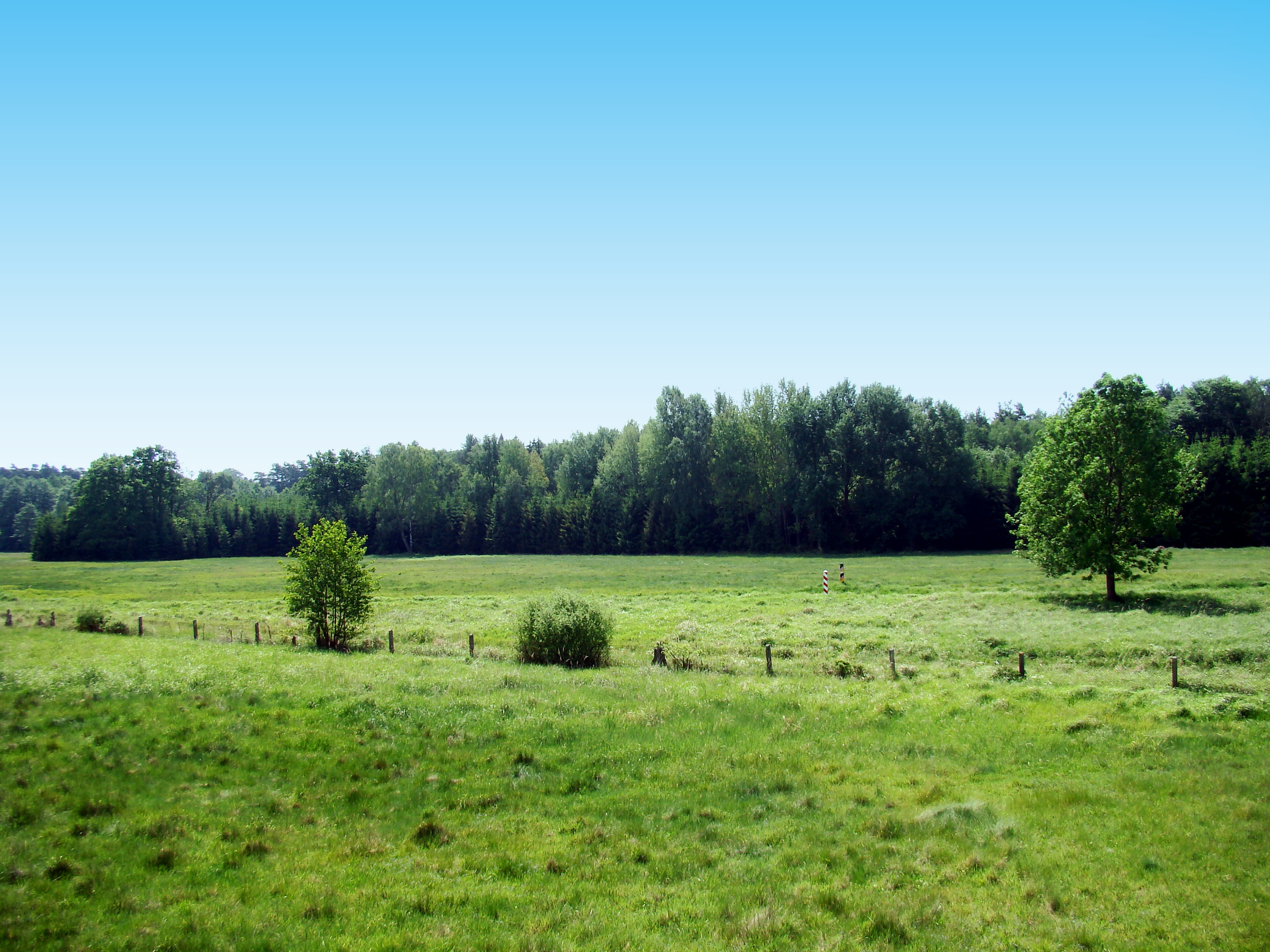
„Grüne Grenze“ zu Deutschland westlich von Myśliborka

|                        | Stettiner Haff                              |                            |
| Mecklenburg-Vorpommern | Kompassrose, die auf Nachbargemeinden zeigt | Powiat Goleniowski Gollnow |
| Brandenburg            | Powiat Gryfiński Greifenhagen               | Stettin                    |

## Metropolregion Stettin
Der Powiat wird seit 2012 aktiv durch Kooperationen innerhalb des Ballungsraumes der Metropole Stettin als Teil einer europäischen Metropolregion entwickelt, das gemeinsame Entwicklungskonzept wurde im Juni 2015 vorgestellt.